# Abitain
Abitain é uma comuna francesa na região administrativa da Nova Aquitânia, no departamento dos Pirenéus Atlânticos. Estende-se por uma área de 6,63 km². Em 2010 a comuna tinha 107 habitantes (densidade: 16,1 hab./km²).